# Fernando Osorio
Fernando Osorio Cabello (San Antonio, 31 de diciembre de 1946) es un exfutbolista chileno. Jugó como delantero, indistintamente como puntero derecho o izquierdo.

## Trayectoria
El año 1963 acompañando a un amigo asistió a una prueba para la Cuarta Especial de O’Higgins, siendo contratado de inmediato por recomendación del DT José Pérez, debutando ese mismo año en el primer equipo rancagüino. Después de 6 años (1963 a 1968) en O’Higgins, el año 1969 pasó a Santiago Wanderers de Valparaíso y al siguiente año, se traslada al sur de Chile para jugar por Lota Schwager durante dos años (1970 y 1971). En 1972, Osorio dio un importante salto en su carrera, al llegar a Colo-Colo, equipo con el que sería campeón de la Primera División en 1972 y subcampeón de la Copa Libertadores de América un año después. El año 1974 vuelve a vestir la “verde” de Santiago Wanderers hasta 1978. En 1979, pasó al equipo de su ciudad natal San Antonio Unido y un año después, emigró a Rangers de Talca. En 1981 juega en la Primera B, defendiendo los colores de Trasandino, para que en 1982, pueda jugar su último año en Santiago Wanderers, club con el cual es plenamente identificado.

## Selección nacional
El año 1971, es llamado a la Selección nacional por Luis Vera y Raúl Pino. En los siete meses en que fue seleccionado se desempeñó como puntero izquierdo jugando 12 partidos y convirtió 3 goles.

## Clubes
| Club               | País  | Año       |
| ------------------ | ----- | --------- |
| O'Higgins          | Chile | 1963-1968 |
| Santiago Wanderers | Chile | 1969      |
| Lota Schwager      | Chile | 1970-1971 |
| Colo-Colo          | Chile | 1972-1973 |
| Santiago Wanderers | Chile | 1974-1978 |
| San Antonio Unido  | Chile | 1979      |
| Rangers            | Chile | 1980      |
| Trasandino         | Chile | 1981      |
| Santiago Wanderers | Chile | 1982      |

## Palmarés

### Campeonatos nacionales
| Título           | Club      | País  | Año  |
| ---------------- | --------- | ----- | ---- |
| Primera División | Colo-Colo | Chile | 1972 |